# Алхоны
Алхоны, алхонские гунны (бактр: αλχον(ν)ο Alchon(n)o), также известные как Алхоно, Алхон, Алхан, Алахана и Валхон, были кочевым народом, основавшим государства в Центральной и Южной Азии в 4-м в. и 6 век н. э. Впервые они были упомянуты как находящиеся в Паропамисаде, а затем расширились на юго-восток, в Пенджаб и центральную Индию, до Эрана и Каусамби. Вторжение алхонов на Индийский субконтинент уничтожило кидаритских гуннов, которые предшествовали им примерно на столетие, и способствовало падению империи Гуптов, в некотором смысле положив конец классической Индии.
Вторжение в Индию народов хуна следует за вторжением на субконтинент в предыдущие века яванов (индо-греки), саков (индо-скифы), палавы (индо-парфян) и кушан (юэчжи). Империя алхонов была третьим из четырёх крупных государств хуна, основанных в Центральной и Южной Азии. Алхонам предшествовали кидариты, а на смену им пришли эфталиты в Бактрии и незак-гунны в Гиндукуше. Имена королей алхонов известны из их обширной чеканки монет, буддийских отчетов и ряда памятных надписей по всему Индийскому субконтиненту. Эти правители принадлежат к ветви иранских гуннов, которых, согласно бактрийской легенде на их монетах, называли алхонскими гуннами.
Более поздние исследования в области чеканки монет предположили, что алхоны были хионитами.

## История
Хуна, по-видимому, были народами, известными в современных иранских источниках как Xwn, Xiyon  и подобные им имена, которые позже были романизированы как хиониты и т. д. Хунны часто связаны с гуннами, вторгшимися в Европу из Центральной Азии в тот же период. Следовательно, слово гунны имеет три немного разных значения в зависимости от контекста, в котором оно используется: 1) гунны Европы; 2) группы, связанные с народом хуна, вторгшимся в северную Индию; 3) расплывчатый термин для гуннов. Алхоны также были обозначены как «гунны», имея по существу второе значение, а также элементы третьего.
Некоторыми авторами развивались гипотезы о возможных культурных и этнических связях среднеазиатских гуннов с тюрко-монгольскими народами. Алхоны представляли собой часть племён хуна. Также описываются как южное крыло белых гуннов или как южное крыло эфталитов. Чжу Фаху без какой-либо двусмысленности отождествлял хуна с центральноазиатскими хунну. Джеральд Ларсон предполагал, что хуна были тюрко-монгольской группой родом из Центральной Азии. Как полагают некоторые авторы, в государстве белых гуннов или эфталитов происходило культурное и этническое слияние между тюрко-монгольскими гуннами и коренными иранцами. Ряд авторов считает, что название «алхоны» переводится с тюркского как «красные гунны».